# Kyle Casciaro
Kyle Casciaro (2 de dezembro de 1987) é um futebolista gibraltino que atua como meio-campista.
Iniciou sua carreira em 2010, no Lincoln Red Imps, clube que defende até hoje. Pela Seleção de Gibraltar, estreou em 2013, contra a Eslováquia, naquela que viria a ser a primeira partida oficial do território localizado ao sul da Espanha desde a filiação à UEFA.
Seus irmãos, Ryan e Lee, também defendem a Seleção Gibraltina e o Lincoln Red Imps. Quando não joga, Kyle trabalha como agente marítimo.

## Links
- Kyle Casciaro em National-Football-Teams.com
- Perfil no site da UEFA (em inglês)